# Zermizinga indocilisaria
Zermizinga indocilisaria är en fjärilsart som beskrevs av Walker 1862. Zermizinga indocilisaria ingår i släktet Zermizinga och familjen mätare. Inga underarter finns listade i Catalogue of Life.